# Суини, Эрин
Эрин Суини — австралийский психолог, удостоенная награды «100 женщин» от Би-би-си в 2016 году за работу по лечению лиц, совершивших преступления на сексуальной почве.

## Карьера
Суини — президент комитета Западной Австралии Австралийско-Новозеландской ассоциации психиатрии, психологии и права (ANZAPPL) и член западноавстралийского подкомитета национального комитета Колледжа судебных психологов Австралийского Психологического общества.
Согласно её профилю ANZAPPL, она присоединилась к Департаменту исправительных служб Западной Австралии в 1989 году. В Департаменте она работала надзирателем по месту жительства и в отделении лечения лиц, совершивших преступления на сексуальной почве. Она работала в Соединённом Королевстве в течение трех лет, пока не вернулась в Западную Австралию в 2003 году. В настоящее время она занимается частной практикой.
В 2016 году она была выбрана одной из 100 женщин Би-би-си.
Она считает, что сексуальных преступников можно изменить. Она говорит, что у этих правонарушителей «всегда несчастливое детство — обычно из-за оскорбительного, небрежного, отсутствующего или просто невключённого воспитания».